# Claude Gervaise
Claude Gervaise (París, 1525 - 1583) fue un compositor, editor y arreglista de música renacentista, principalmente recordado por su asociación con el renombrado impresor Pierre Attaingnant, así como por su música instrumental.

## Vida
Aun es poco lo que se ha investigado sobre su vida, y únicamente se conocen detalles de la época en que trabajó en París como asistente de Attaingnant. Aparece mencionado por primera vez en 1540, como editor de varios libros de danzas instrumentales impresos por Attaingnant. Luego de la muerte de Attaingnant, a finales de 1551 o 1552, Gervaise continúa asistiendo a su viuda en su negocio de publicaciones musicales.
No se sabe a ciencia cierta qué fue de la vida de Gervaise después de su última mención como editor de los trabajos de imprenta en 1558.

## Música
La producción musical de Gervaise consiste en chansons y danseryes, la mayoría para tres o cuatro voces. No parece haber escrito música sacra, algo inusual para compositores de la época.
Además de componer música, introdujo innovaciones en la notación de la música instrumental; en un manual para viola, (1548) se sabe que realizó la primera tablatura para ese instrumento en Francia. 
Sus canciones son de composición libre y la mayoría provienen de largos poemas. Publicó una colección de veinte canciones para cuatro voces en 1541. Las restantes canciones -para tres voces- son arreglos de las piezas anteriores para cuatro; esta colección se publicó en 1550. Estilísticamente son típicas de las canciones francesas de la época: polifónicas pero concisas.
Su música instrumental es lo más conocido de su producción. La mayoría está escrita para cuatro partes, y dirigida a la danza. Las principales formas empleadas son: pavana, gallarda y branle, incluyendo de este último las variantes courante, gay, y simple'. Una de sus pavanas (Pavane Passemaize) incorpora la famosa, verdaderamente ubícua, línea de bajo del "Passamezzo antico". 
Las melodías son simples, y la textura es siempre homofónica, haciéndola ideal para la danza.